# Mallotus grossedentatus
Mallotus grossedentatus är en törelväxtart som beskrevs av Elmer Drew Merrill och Woon Young Chun. Mallotus grossedentatus ingår i släktet Mallotus och familjen törelväxter. Inga underarter finns listade i Catalogue of Life.